# Тофуа
Тофуа (англ. Tofua) — вулканический остров в восточной части островной группы Хаапай (Королевство Тонга). Расположен примерно в 26 км к северо-востоку от острова Коту и в 155 км к северу от Тонгатапу.

## География

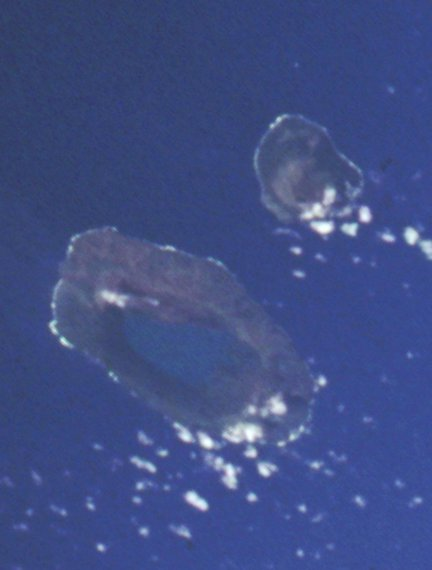
Снимок из космоса островов Кая (Маленький) и Тофуа (Большой)

Остров по сути представляет собой действующий вулкан, высота которого достигает 507 м. Площадь — 55,63 км². Диаметр Тофуа составляет около 8 км. В центре кратера расположено озеро.

## История
Остров был открыт английским путешественником Джеймсом Куком в 1774 году, однако мореплаватель на нём не высадился. В 1789 году на острове высадился первый европеец — Уильям Блай.
В 1996 году на острове проживало всего 5 человек. С 2006 года Тофуа считается необитаемым.
В 2008 году швейцарец Ксавьер Россет прожил на острове 300 дней. Своё проживание он заснял на видео, после чего был смонтирован фильм.